# 追加漢字面
追加漢字面（ついかかんじめん、英: Supplementary Ideographic Plane, SIP）は、追加面の一つでISO/IEC 10646の第0群第2面およびUnicodeの第2面。基本多言語面に入りきらなかった漢字を収録する補足面の一つ。補助漢字面（ほじょかんじめん）とも呼ばれる。

## 符号化
追加漢字面の文字は、2バイト固定長方式のUCS-2では使用することが出来ず、UTF-8、UTF-16、UTF-32のいずれの符号化方式でも4バイトで符号化される。UTF-16ではサロゲートペア（代用対）を使う必要がある。

## 歴史
- 1996年7月 - Unicode 2.0でサロゲートペア（代用対）が導入され、補足面の存在が可能になった（ただしこの時点では基本多言語面以外の面に具体的な名称や用途は定められていなかった）。
- 2001年 - 3月制定のUnicode 3.1および11月制定のISO/IEC 10646-2:2001でBMP以外の追加多言語面、追加特殊用途面とともに面の具体的な内容が定義され、文字の割り当てが始まり、U+20000 - U+2A6DFにCJK統合漢字拡張Bとして漢字42711字が割り当てられた。
- 2008年 - 12月に発行されたISO/IEC 10646:2003の追補5において、U+2A700 - U+2B734にCJK統合漢字拡張Cとして漢字4149文字が割り当てられた。
- 2010年 - ISO/IEC 10646:2010にて、U+2B740 - U+2B81DにCJK統合漢字拡張Dとして漢字222文字が割り当てられた。